# Episodi di FBI (prima stagione)
La prima stagione della serie televisiva FBI, composta da 22 episodi, è stata trasmessa in prima visione assoluta negli Stati Uniti d'America sul canale CBS dal 25 settembre 2018 al 14 maggio 2019.
In Italia la prima parte della stagione (episodi nº 1-12) è stata trasmessa in prima visione assoluta su Rai 2 dal 31 marzo al 2 giugno 2019; la seconda (episodi nº 13-22) è stata trasmessa dal 7 settembre al 9 novembre 2019.
| n° | Titolo originale       | Titolo italiano             | Prima TV USA      | Prima TV Italia   |
| -- | ---------------------- | --------------------------- | ----------------- | ----------------- |
| 1  | Pilot                  | La legge di Godwin          | 25 settembre 2018 | 31 marzo 2019     |
| 2  | Green Birds            | Martiri                     | 2 ottobre 2018    | 7 aprile 2019     |
| 3  | Prey                   | La preda                    | 9 ottobre 2018    | 14 aprile 2019    |
| 4  | Crossfire              | Il cecchino                 | 16 ottobre 2018   | 21 aprile 2019    |
| 5  | Doomsday               | Il giorno del giudizio      | 23 ottobre 2018   | 21 aprile 2019    |
| 6  | Family Man             | Padre di famiglia           | 30 ottobre 2018   | 28 aprile 2019    |
| 7  | Cops and Robbers       | Guardie e ladri             | 13 novembre 2018  | 5 maggio 2019     |
| 8  | This Land Is Your Land | Questa terra è la tua terra | 20 novembre 2018  | 12 maggio 2019    |
| 9  | Compromised            | Compromissione              | 4 dicembre 2018   | 19 maggio 2019    |
| 10 | The Armorer's Faith    | La fede dell'armiere        | 11 dicembre 2018  | 26 maggio 2019    |
| 11 | Identity Crisis        | Crisi d'identità            | 15 gennaio 2019   | 2 giugno 2019     |
| 12 | A New Dawn             | Una nuova alba              | 22 gennaio 2019   | 2 giugno 2019     |
| 13 | Partners in Crime      | Una famiglia                | 12 febbraio 2019  | 7 settembre 2019  |
| 14 | Exposed                | Smascherato                 | 19 febbraio 2019  | 14 settembre 2019 |
| 15 | Scorched Earth         | Terra bruciata              | 26 febbraio 2019  | 21 settembre 2019 |
| 16 | Invisible              | Invisibile                  | 12 marzo 2019     | 28 settembre 2019 |
| 17 | Apex                   | Il killer Alpha             | 26 marzo 2019     | 5 ottobre 2019    |
| 18 | Most Wanted            | Most Wanted                 | 2 aprile 2019     | 12 ottobre 2019   |
| 19 | Conflict of Interest   | Conflitto d'interessi       | 16 aprile 2019    | 19 ottobre 2019   |
| 20 | What Lies Beneath      | Sotto la superficie         | 30 aprile 2019    | 26 ottobre 2019   |
| 21 | Appearances            | Apparenze                   | 7 maggio 2019     | 2 novembre 2019   |
| 22 | Closure                | La vita è per i vivi        | 14 maggio 2019    | 9 novembre 2019   |

## La legge di Godwin
- Titolo originale: Pilot
- Diretto da: Niels Arden Oplev
- Scritto da: Dick Wolf e Craig Turk

### Trama
Dopo l'esplosione di una bomba che ha devastato un condominio residenziale, gli agenti speciali Maggie Bell e Omar Zidan dell'ufficio di New York dell'FBI indagano su una possibile guerra tra bande rivali, fino a che i loro principali sospetti non vengono trovati brutalmente assassinati.
- Guest star: Connie Nielson (Ellen Solberg), James Chen (Ian Lentz), Chris Carlock (Tony Sweet), Tom Day (Capo battaglione NYFD), Anthoula Katsimatides (Capo NSA), Natasha A. Murray (Capo ERT), Melanie Nicholls-King (Keisha Grant), Gerald W. Jones II (Chris Grant), Destin Khari (Emmett Grantl), Drew Olivia Tillman (Ginny Hart), Rosario Salvador (Wayne), Joaquin Maceo Rosa (Bernardo Funes), Mac Brandt (Brick Peters), Dallas Roberts (Robert Lawrence), Dorothy Lyman (Jilly Peters), Kenya Brome (Andrea Toms), Carmen Lamar Gonzalez (Artificiere), Matt Walton (Carter Pope), Josh Evans (Tecnico laboratorio), Angela Polite (Matron), Maceo Oliver (Guardia MCC), Juney Smith (Sovrintendente), Jason Kaufman (Operatore SWAT), Mark McKinnon (Capo Squadra SWAT), David Zaldivar (Wilmer Rivas), Ashanti Brown (Donna), Derek Hedlund (Giovane Agente), Brandon Michael Cusma (Agente Back-up).
- Ascolti USA: 10 090 000 telespettatori[4]
- Ascolti Italia: 1 564 000 telespettatori – share 6,68%[5]

## Martiri
- Titolo originale: Green Birds
- Diretto da: Nick Gomez
- Scritto da: Aaron Fullerton

### Trama
Dopo che otto persone sono state fatalmente avvelenate in un negozio di alimentari a New York, gli agenti speciali Bell e Zidan rintracciano il crimine a un improbabile colpevole e conducono un'operazione velenosa per prevenire ulteriori attacchi.
- Guest star: May Calamawy (Nita Kayali), Lenny Venito (Lee Shalgos), Mia Kaplan (Tara Shalgos), Kellie Overbey (Renee Subotic), Nina Lisandrello (Even Nettles), Jonathan Avigdori (Khalid Barhom), Helen Beyene (Hakeema Bassey), Salma Shaw (Valerie Hartford), Michael Maliakel (Adam Michaels), Glenn Kubota (Hoe-Chan Park), Hilary Mann (Turista), Jamie Ann Burke (Giovane Donna), Jason Kaufman (Capo Squadra SWAT), Lyndsay Kimball (Detective Rachel Burns), Gisela Chipe (Responsabile CDC), Damiyr Shuford (Risponditore di Hazmat), Thaddeus Daniels (Ufficiale di Polizia), Jayson Wesley (Paramedico), Anthoula Katsimatides (Responsabile NSA), Sagar Kiran (Roman Isco), Natasha Murray (Agente ERT), Rebecca Gruss (Caroline Subotic).
- Ascolti USA: 9 370 000 telespettatori[6]
- Ascolti Italia: 1 734 000 telespettatori – share 7,47%[7]

## La preda
- Titolo originale: Prey
- Diretto da: Norberto Barba
- Scritto da: Andrew Wilder

### Trama
Bell, Zidan e il team indagano sugli omicidi di 18 giovani donne con l'aiuto di una sopravvissuta associata al serial killer.
- Guest star: Ili Ray (Hailey Nuriyev), Nathan Darrow (SSA Mike Franco), Joy Suprano (Eliza Holliman), Stan Demidoff (Stepan "Snake" Tsarko), Russell Jordan (Douglas Jacoby), Candice Tiffany Gordon (Lisa Jacoby), Nikki Wildy (Emma Jacoby), Michiko Sasaki (Infermiera), Sandy York (Chirurgo), Thomas Philip O'Neil (Dott. Neil Mosbach), Dietrich Teschner (Agente Speciale VCMO), Ryan Faucett (Jason), Joseph Castillo-Midyett (Responsabile NYPD Martinez), Jake Robards (SSA Scott Jasper), Vinny Anand (Tecnico), John Brodsky (Ufficiale Lee), Christopher Lapanta (Sergente di Polizia Thomas), Nina Marie Wisner (Brooke Nuriyev), Alyssa Kempinski (Ragazza), JL Rey (Amministratore).
- Ascolti USA: 9 170 000 telespettatori[8]
- Ascolti Italia: 1 556 000 telespettatori – share 6,50%[9]

## Il cecchino
- Titolo originale: Crossfire
- Diretto da: Arthur W. Forney e Constantine Makris
- Scritto da: Brian Anthony

### Trama
Bell e Zidan si affrettano a rintracciare un cecchino attivo con un motivo elusivo mentre il numero dei cadaveri continua a salire.
- Guest star: Tyrone Mitchell Henderson (Adam Gantry), Michael C. Williams (Cole Cooper), Bonnie Black (Heidi Wagner), Tim Johnson Jr. (Kofi Seifu), David Lee Russek (Tenente Danny Watts), Matthew Decapua (Roland Poe), Brian Avers (Samuel Ott), Rayan Lawrence (Sergente Winslow), Krista Braun (Susan Poe), Thomas Benton (Tom Wagner), Jimmy Palumbo (Vincent), Michael Schantz (Walter Moss), Sagar Kiran (Capo Tecnico), Jennean Farmer (Ufficiale NYPD), Aaron Walker (Responsabile NYPD), Alejandra Rivera Flavia (Donna/Shana Torres), Kyle W. Brown (Poliziotto di Suffolk), Anthony Mecca (Guardia di Sicurezza/Arnold Calhoun).
- Ascolti USA: 9 310 000 telespettatori[10]
- Ascolti Italia: 1 691 000 telespettatori – share 7,85%[11]

## Il giorno del giudizio
- Titolo originale: Doomsday
- Diretto da: Fred Berner
- Scritto da: Judith McCreary

### Trama
Bell e Zidan indagano sull'omicidio di un ispettore della sicurezza e sulla sua possibile connessione con una perdita in una centrale nucleare.
- Guest star: Yul Vazquez (Bryce Miller), Hadi Tabbal (Jake Fletcher), Emma Duncan (Valerie Borgia), Joe Forbrich (Todd Winters), Chris Meyer (Garrett Sebastian), James Chen (Ian Lim), Timothy Adams (Richard Cook), Esau Pritchett (Capitano Howard), Gregg Prosser (Addetto alla sicurezza #1), Anthoula Katsimatides (Responsabile NSA), Ava Eisenson (Impiegato), Emily Donahoe (Agente CIA), Kate Grimes (Dottore), John Cannon (Ufficiale FPS), Mark Doherty (Responsabile ICE), Marlon Perrier (Capo), Ari Brand (Operatore #1), Olivia Oguma (Operatore #2), Justin R.G. Holcomb (Operatore #3).
- Ascolti USA: 8 820 000 telespettatori[12]
- Ascolti Italia: 1 390 000 telespettatori – share 7,20%[11]

## Padre di famiglia
- Titolo originale: Family Man
- Diretto da: Jean de Segonzac
- Scritto da: Barbie Kligman

### Trama
Dopo che la figlia di un senatore viene rapita e tenuta in ostaggio, Bell e Zidan vengono chiamati per aiutare a trovare la bambina prima che scada il loro limite di tempo. Tuttavia, per farlo, devono scavare nel passato del senatore per trovare indizi su chi ha fatto questo alla sua famiglia.
- Guest star: James Chen (Ian Lim), Ashley Williams (Alexis Moran), Paul Anthony Stewart (Chris Jensen), Stracy Diaz (Elena Rojas), Andre Ozim (NYPD Uni), Bisserat Tseggai (Agente Speciale Hecht), Paloma Guzman (Nicole Sousa), Seamus Patrick Moroney (Nathan), Julee Cerda (Gretchen Madison), Kevin Nagle (Joseph Finnegan).
- Ascolti USA: 9 410 000 telespettatori[13]
- Ascolti Italia: 1 672 000 telespettatori – share 7,37%[14]

## Guardie e ladri
- Titolo originale: Cops and Robbers
- Diretto da: Jean De Segonzac
- Scritto da: Hadi Nicholas Deeb

### Trama
Maggie e OA danno la caccia a uno spietato gruppo di ladri che si presentano come ufficiali della polizia di New York per colpire camion blindati.
- Guest star: Dennis Flanagan (Jason Milgrim), Alex Breaux (Nick Salerno), Glenn Fleary (Ryan Jenkins/Poliziotto #2/Sospettato), Jorge Chapa (Autista/Jay Hicks), Jeff Adler (Hopper/Mason), Jeremy Landon Hays (Eric Healy/Poliziotto #1/Uomo), Peter Karas (Detective Damon Hora), Mike Boland (Jim Dunn), Shannon Thornton (Jill Frey), Ross DeGraw (Mike Vota), Jay Klaitz (Tim Squires), Chris Costa (Paramedico), Carmen Lamar Gonzalez (Agente Speciale Artificiere), Jacqueline Torres (Detective Meija), Lucas Van Engen (Jack Salerno).
- Ascolti USA: 9 190 000 telespettatori[15]
- Ascolti Italia: 1 629 000 telespettatori – share 7,18%[16]

## Questa terra è la tua terra
- Titolo originale: This Land Is Your Land
- Diretto da: Charlotte Brandstrom
- Scritto da: Claire Demorest

### Trama
Quando un ex chimico di armi biologiche viene rapito, Bell e Zidan, provano a trovare il chimico e i suoi rapitori prima che sia troppo tardi.
- Guest star: Misha Kuznetsov (Maksim Petrov), Leer Leary (Mike Kernick), Steven Maier (Freddy Kernick), Francesca Root-Dodson (Elizaveth Kernick), Tyler Elliot Burke (Davis Kernick), Bernard Bygott (Samuel Kernick), Allan Corduner (Victor Beniov), Lyanka Gryu (Katya Beniov), Clinton Brandhagen (Kurt Shaw), Rodney Richardson (Ray Stapleton), Josh Breckenridge (Responsabile ATF Stephen Troy), Dan Daily (Sheriff Clay Curlee), Nate Richman (Capo Swat "Dan"), Jason Cadieux (Todd Durgin), Chil Kong (Agente Josh Park), Carolina Espiro (Detective Gates NYPD), Shawn T. Andrew (Agente FBI in appostamento), Connor Johnston (Giornalista), Jared P. Smith (Capo SWAT #2), Ella Ayberk (Funzionaria Consolato).
- Ascolti USA: 8 910 000 telespettatori[17]
- Ascolti Italia: 1 517 000 telespettatori – share 6,70%[18]

## Compromissione
- Titolo originale: Compromised
- Diretto da: Ed Ornelas
- Scritto da: Katie Swain

### Trama
Dopo che un testimone chiave e un maresciallo degli Stati Uniti sono stati attaccati e uccisi, Maggie e OA devono rintracciare un uomo che ha fatto trapelare le informazioni che hanno portato ai loro omicidi.
- Guest star: Michael Mosley (U.S. Marshal Paul Ackerman), Amber Skye Noyes (Amber Turner), David St. Louis (Jim Ruhde), Ian Casselberry (Ernesto Villa), Nina Lisandrello (Eve Nettles), Rob Giumarra (Damon Cruz "Soto"), Galway McCullough (Mark Winfrey), Maria Elena Ramirez (Linda Cruz), Daniel Danielson (Kevin Odom), Hasaan Gilmer (Leo Parks), James Ciccone (Investigatore Privato William Dean), Sayra Player (Sandy Ackerman), Natasha Murray (Agente ERT), Torsten Hillhouse (U.S. Marshals Rep), Connie Saltzman (Cassiera), Albert Choi (Chirurgo), Mark McKinnon (Caposquadra della SWAT).
- Ascolti USA: 9 720 000 telespettatori[19]
- Ascolti Italia: 1 510 000 telespettatori – share 6,60%[20]

## La fede dell'armiere
- Titolo originale: The Armorer's Faith
- Diretto da: Nicole Rubio
- Scritto da: Andrew Wilder

### Trama
Quando un mediatore di armi illegali viene assassinato, OA assume la sua identità e va sotto copertura per fermare la vendita di armi pericolose con l'aiuto della sua partner Bell e del loro ex istruttore dell'FBI Rowan Quinn.
- Guest star: Hermione Lynch (Arianna Vickers), Jasson Finney (Ford), Francesca Faridany (Jennifer Hilton), Tawny Cypress (Jillian Starls), Dikran Tulaine (Martin Vickers), Rami Margron (Agente M15 Dunne), Chris Lanceley (Agente M15 Simon), Hank Strong (Nelson), Rodney Richardson (Ray Stapleton), Billy Burke (Rowan Quinn), Rick Zahn (Istruttore), G.K. Williams (Capo SWAT), Mark McKinnon (Membro SWAT), Rachel Kylian (Addetta alla Reception), Derek Hedlund (Agente Giovane), Dave Pope (Otan Reis).
- Ascolti USA: 9 040 000 telespettatori[21]
- Ascolti Italia: 1 503 000 telespettatori – share 6,55%[22]

## Crisi d'identità
- Titolo originale: Identity Crisis
- Diretto da: Norberto Barba
- Scritto da: Rick Eid

### Trama
Bell e Zidan indagano sull'omicidio di un giudice federale e di sua figlia. Gli indizi conducono ad un club, al centro di un'altra indagine, in cui si è infiltrata l'ex compagna d'accademia di Bell.
- Guest star: Milauna Jemai Jackson (Gina Pratt), Zach McGowan (Dylan Rossi), Clayton Cardenas (Ray Costa), Nina Lisandrello (Eve Nettles), Gerald McCullouch (Mike Chapman), Nancy Lemenager (Leslie Chapman), Alison Luff (Samantha Chapman), Nati Rabinowitz (Mamma al Poligrafo), George A. Peters II (Jalem Cobb), Alton Fitzgerald White (agente speciale Joe Franklin), Shevy Gutierrez (Detective Tom Perez), Satomi Hofmann (Assistente Procuratore Allison Weiss), Darlene Hope (Kate Weller).
- Ascolti USA: 9 330 000 telespettatori[23]
- Ascolti Italia: 1 525 000 telespettatori – share 6,76%[24]

## Una nuova alba
- Titolo originale: A New Dawn
- Diretto da: Terry Miller
- Scritto da: Brian Anthony

### Trama
Un controverso leader di estrema destra viene bruciato vivo dopo aver tenuto un discorso alla Paul Tevere University. Bell e Zidan sospettano che dietro all'omicidio ci siano le organizzazioni politiche del Campus.
- Guest star: Cynthia Hamidi (Amira), Max Darwin (Nathanial Bain), Dennis Boutsikaris (Presidente Edgar Whitman), Julian Gavilanes (Curt), G.K. Williams (Caposquadra FBI), Celia Chevalier (Heather), Setareki Wainiqolo (Granger), Din Mayfield (Kevin Singleton), Rodrigo Lopresti (Professore Will Kelly), Spenser Granese (Max), Thaddeus Daniels (Ryan Briggs), Lily Du (Tecnico), Dalton Harrod (Connor Withman).
- Ascolti USA: 7 400 000 telespettatori[25]
- Ascolti Italia: 1 171 000 telespettatori – share 6,16%[24]

## Una famiglia
- Titolo originale: Partners in Crime
- Diretto da: Jean De Segonzac
- Scritto da: Claire Demorest

### Trama
Bell e Zidan sono sulle tracce di una coppia che compie una serie di rapine. In una di queste, un poliziotto viene ucciso.
- Guest star: James Chen (Ian Lim), Lily Du (Lily Sheldon), Rodney Richardson (Ray Stapleton), John Halas (Allan), Edwin Lugo (Adil Najarian), Isiah Whitlock Jr. (Richard Talmage), Jessica Krueger (Jackie Glenn), Michael Cullen (Joseph Cross), Lexi Lapp (Julia Parker), Dominic Comperatore (Steve Parker), Phoebe Torres (Katharine James), Blake Delong (Matt Tolan), Ras Enoch McCurdie (Oliver West), Brandon Espinoza (Patrick Cross), Nate Richman (Capo SWAT Dan), Danielia Maximillian (Ostaggio in lacrime), Michael Blas (Capo sequestratore), Michelle Liu Coughlin (Sportellista bancaria), Amelia Fowler (Bank Greeter).
- Ascolti USA: 9 450 000 telespettatori[26]
- Ascolti Italia: 1 613 000 telespettatori – share 9,67%[27]

## Smascherato
- Titolo originale: Exposed
- Diretto da: Norberto Barba
- Scritto da: David Amann

### Trama
Dopo l'omicidio di un giornalista investigativo, Bell e Zidan scoprono informazioni che lo collegano ai casi archiviati. 
Una di queste colpisce anche Bell, lasciandola alla disperata ricerca di risposte in merito all'omicidio del marito.
- Guest star: Daoud Heidami (Edgar Santos), Jared Johnston (Frank Cutler), Chris Conroy (Jason Bell), Elizabeth Stanley (Linda McCann), Lynn Adrianna (Melissa Palmieri), Scott Bryce (Paul Garett), Jason Nadal (Rob McCann), Todd Alan Crain (Russel Donovan), Sejal Shah (Trudy), Derek Hedlund (Agente #1), Melissa Joyner (Agente #2), Carmen Lamar Gonzalez (Artificiere FBI), Don Guillory (Dottore), Jay Klaitz (Tecnico di laboratorio Tim Squires), Deirdre Madigan (Cameriere).
- Ascolti USA: 9 060 000 telespettatori[28]
- Ascolti Italia: 1 304 000 telespettatori – share 7,40%[29]

## Terra bruciata
- Titolo originale: Scorched Earth
- Diretto da: Nick Gomez
- Scritto da: Rick Eid e Brian Anthony

### Trama
Un serial bomber prende di mira la città di Wall Street, Bell e Zidan cercano un sospettato, mentre la Mosier si occupa di un profiler arrogante chiamato a consultare il caso.
- Guest star: Rodney Richardson (Ray Stapleton), Marlene Ginader (Anna), Scott Gordon (Cameron Moore), Christian Rozakis (Dale Addis), Carolina Espiro (Detective Gates), Jason Schuchman (Dott. Alan Klein), Pun Bandhu (Kenneth Landry), Beth Chamberlin (Martina), Josh Randall (Nick Frost), Paulo Costanzo (Spencer Briggs), Erika Burke Rossa (Veronica Klein), Carmen Lamar Gonzalez (Artificiere), Colin Asercion (Banchiere #1), Joel Leffert (Maitre D'), Jordan Theodore (Uomo), Gabrielle Reid (Infermiera), Juan M. Encarnacion (Manager), Patterson Townsend (Artificiere), Wolfgang Jack Lacz (Figlio dell'Uomo di 9 anni).
- Ascolti USA: 9 450 000 telespettatori[30]
- Ascolti Italia: 1 088 000 telespettatori – share 5,34%[31]

## Invisibile
- Titolo originale: Invisible
- Diretto da: Charles S. Carroll
- Scritto da: Joe Halpin

### Trama
Quando la figlia di una famiglia benestante viene rapita nel tentativo di ottenere una famigerata fama su Internet, Bell e Zidan scoprono che i piani del rapitore vanno ben oltre il sequestro per non essere mai dimenticati.
- Guest star: James Chen (Ian Lim), Olivia Nikkanen (Elizabeth Chase), Chris Diamantopoulos (Benjamin Chase), Anzi Debenedetto (Charlie Jacobs), Dominique Allen Lawson (Greg), George R. Sheffey (Mr. Musk), Peter Scattini (Sam Musk), Kevin T. Collins (Carl), Tara Westwood (Margaret Chase), Ann Sanders (Madre di Charlie), Kyoko Dole (Paparazzi #1), Luis Patino (Paparazzi #2), Melissa Joyner (Agente FBI #2), Derek Hedlund (Agente FBI #1), Adaku Ononogbo (Dottoressa), Mark Mckinnon (Capo SWAT), Barbara Tirrell (Angela Bates), Robert Michael Johnson (Padre di Charlie).
- Ascolti USA: 8 950 000 telespettatori[32]
- Ascolti Italia: 1 047 000 telespettatori – share 5,43%[33]

## Il killer Alpha
- Titolo originale: Apex
- Diretto da: Jean De Segonzac
- Scritto da: Andrew Wilder

### Trama
Bell, Zidan e la Mosier sono sulle tracce di un serial killer che uccide le sue vittime, lasciando il segno spettrale, mentre il sindaco limita le indagini al fine di prevenire perdite economiche.
- Guest star: Sandrine Holt (Lynn Carver), Rich Sommer (Dottore Ed Praeger), Kyle Decker (Robert Burke), James Chen (Ian Lim), Emma Thorne (Abby Jones), Thomas Philip O'Neill (Dottore Neil Mosbach), Maeve Crispi (Chrissy Bugasi), Pat Shay (Louis Bugasi), Antoinette LaVecchia (Maria Bugasi), Jonathan Castro (Detective NYPD Tom Shay), Devin Harjes (Tim Shaunessy), Nina Kassa (Donna delle pulizie), Adam Harrington (Jim Ustis), Valencia Yearwood (Avvocato di Praeger), Teniece Divya Johnson (Dominatrice Donna).
- Ascolti USA: 9 130 000 telespettatori[34]
- Ascolti Italia: 1 325 000 telespettatori – share 6,26%[35]

## Most Wanted
- Titolo originale: Most Wanted
- Diretto da: Fred Berner
- Scritto da: René Balcer

### Trama
Bell e Zidan collaborano con la squadra speciale dell'FBI specializzata a ricercare i fuggitivi, per catturare un uomo che ha ucciso la sua famiglia che è anche uno dei 10 fuggitivi più ricercati in America.
- Guest star: Julian McMahon (Agente FBI Jess Lacroix), Kellan Lutz (Agente FBI Crosby), Roxy Steinberg (Agente FBI Sheryll Barnes), Keisha Castle-Hughes (Analista FBI Hana Gibson), Nathanial Arcand (Agente FBI Clinton Skye), Alana de la Garza (Isobel Castille), Matthew Lillard (Tommy Gilman), Peter Facinelli (Mike Venutti), YaYa Gosselin (Tali Lacroix), Hannah Myers (Anni), Charlotte English (Mia Gilman), Gwendolyn Ellis (Connie Gilman), Thomas G. Waites (Detective Dryden), Katie McClellan (Jules), Darren Lipari (Lane Cantrell), Jane Stiles (Michelle McDowell), Turner Smith (Signore Kelly), Elisabeth Ness (Signora Kelly), Lynne Lipton (Raquel Venutti), Paul Raskin (Roman), Griffin Henkel (Roy Gilman), Eric Elizaga (Agente Shen), Andrea Jones-Sojola (Arson Investigatore per incendi dolosi), Amy Ward (Contabile), Renata Friedman (Detective BCI), Joe Pallister (Capitano FDI), Mohammed J. Ali (Becchino), Jeanette Eng (Conduttrice Telegiornale), Jordan Feltner (Agente di Polizia), Jared P-Smith (Comandante SWAT), Nicholas Tarascio (Pilota).
- Nota. Questo episodio è il backdoor pilot dello spin-off della serie FBI: Most Wanted.
- Ascolti USA: 9 080 000 telespettatori[36]
- Ascolti Italia: 1 369 000 telespettatori – share 6,34%[37]

## Conflitto d'interessi
- Titolo originale: Conflict of Interest
- Diretto da: Christine Swanson
- Scritto da: Nick Santoro

### Trama
Un noto diplomatico americano viene ucciso mentre viene usato come pedina in un pericoloso traffico di droga e la squadra indaga per sgominare il traffico. Zidan e Valentine cercano di aiutare i loro vecchi amici a combattere i loro demoni interiori.
- Guest star: James Chen (Ian Lim), Aleeah Rogers (Chantelle King), Mike Keller (Detective Steve Torino), Christopher M. Ramirez (Juan Torrez), Donald Paul (Morris Kalu), Anna Weng (Mika Chang), Andrew Hovelson (Ryan Parker), Taylor Sele (Tayo), Alexander Pineiro (Army Buddy), Kurt Uy (Dottore), Jason Furlani (Autista/Scott Callum), Bueka Uwemedimo (Trafficante di droga), Laris Macario (Agente FBI #1), Jennifer Honka (Drogata), Teren Carter (Agente NYPD #1).
- Ascolti USA: 8 760 000 telespettatori[38]
- Ascolti Italia: 1 171 000 telespettatori – share 5,44%[39]

## Sotto la superficie
- Titolo originale: What Lies Beneath
- Diretto da: Vincent Misiano
- Scritto da: David Amann

### Trama
Quando un controverso leader egiziano viene a New York per effettuare un trapianto di cuore, Zidan fatica a bilanciare la sua opinione personale con il suo dovere professionale quando gli viene assegnato il dettaglio della sicurezza.
- Guest star: Titus Makin (Art Perkins), Nasser Faris (Ahmed El-Masri), Michael Benyaer (Zev Malin), Tarek Bishara (Tarek), Jason Mello (Agente Holt), Brittany Vicars (Paziente Donna), Karim Sioud (Karim Mahmoud), Melissa Joyner (Agente #2), Sydney James Harcourt (Aaron), Derek Hedlund (Agente #3), Carmen Lamar Gonzalez (Carla Flores), Marissa Carpio (Dottore del Pronto Soccorso), Sean Donnelly (Proprietario del Negozio), Collin Meath (Agente #1), Jason Liebman (Agente Hopper), Paul Sadlik (Poliziotto di Stato), James Madio (Capo dei Vigili del Fuoco Sims), David Gibson (Ingegnere civile), Phillip Taratula (Uomo Pelato), Clyde Baldo (Direttore di Moda), Ron Scott (Capo della Polizia Bailey), Bethany Caputo (Lois Detmer), Kareem Ghaleb (Bellboy), Matthew Streeter (Agente SWAT #1).
- Ascolti USA: 8 860 000 telespettatori[40]
- Ascolti Italia: 1 223 000 telespettatori – share 5,67%[41]

## Apparenze
- Titolo originale: Appearances
- Diretto da: Jean De Segonzac
- Scritto da: Joe Halpin

### Trama
Dopo che un agente dell'FBI viene ucciso, Bell e Zidan indagano e scoprono che l'uomo aveva una doppia vita. Inoltre, Bell ha delle informazioni che vorrebbe rivelare alla vedova dell'agente, che è anche sua amica.
- Guest star: Sagar Kiran (Roman Isco), Hanako Greensmith (Bonnie Snow), Nicholas Delany (Greg Kennedy), Darius Nastyelgic Jackson (Buttafuori), Anneka Kumli (Addetta alla reception Ufficio d'affari), Chayna Douglas (Addetta alla reception), Lisa Bol (Giornalista), Tiffany Engen (Giornalista), Mark McKinnon (Capo Swat dell'FBI).
- Ascolti USA: 8 760 000 telespettatori[42]
- Ascolti Italia: 1 420 000 telespettatori – share 6,24%[43]

## La vita è per i vivi
- Titolo originale: Closure
- Diretto da: Nicole Rubio
- Scritto da: Rick Eid

### Trama
Una donna che ha delle informazioni sulla morte del marito di Bell viene rapita e assassinata, portando Bell e Zidan a scoprire un'operazione criminale più grande di quanto possa immaginare. Inoltre, la Mosier mette a repentaglio la sua carriera restando in attesa e permettendo a Bell di lavorare sul caso, che è diventato personale.
- Guest star: Lily Du (Lily Sheldon), Thomas Philip O'Neill (Dottore Neil Mosbach), Madeleine Mfuru (Allison Harper), Michael Castilleios (Carlos Sanchez/Uomo affascinante), Louis Carbonneau (Detective Conway), Todd A. Horman (Frank Donahue), Amel Khalil (Karen Sun), Jeanine Bertel (Sophie Keller), Luke Robertson (Nathan Post), Lucia Spina (Assistente), Bernard Burlew (Guardia di Sicurezza), Brandi Bravo (Angela Perez).
- Nota. Questo episodio è l'ultimo per Sela Ward, nel ruolo dell'agente speciale responsabile Dana Mosier.
- Ascolti USA: 8 560 000 telespettatori[44]
- Ascolti Italia: 1 320 000 telespettatori – share 5,91%[45]